# Élections législatives samoanes de 1982

Assemblée législative samoane de 1982 : le Parti pour la protection des droits de l'homme (PPDH) est ici représenté en bleu

Des élections législatives ont lieu aux Samoa occidentales le 27 février 1982. Il s'agit de renouveler les quarante-sept membres de l'Assemblée législative (monocamérale), leurs mandats de trois ans étant arrivés à échéance.
Quarante-cinq députés sont des matai, chef de famille autochtones (qui peuvent être des femmes), élus par les matai. Les deux autres sièges reviennent à des représentants élus par la petite minorité d'« électeurs individuels », métis ou non-autochtones, qui (à l'inverse des autochtones) disposent du suffrage universel. Il y a environ 14 000 électeurs matai, et 1 500 « électeurs généraux ».
Traditionnellement, le pays ne comptait pas de partis politiques. En 1979, le Parti pour la protection des droits de l'homme (PPDH) est le premier parti à se former ; il constitue l'opposition officielle au cours de la législature 1979-1982. Aux élections de 1982, le PPDH remporte vingt-trois sièges, soit un de moins que la majorité absolue. (Une seule femme est élue députée, aux côtés de quarante-six hommes.) Ce résultat est suffisant pour que le parti puisse former un gouvernement ; son dirigeant, Va'ai Kolone, est élu premier ministre par le Parlement, devançant le premier ministre sortant Tufuga Efi d'une seule voix,.
En septembre, l'élection de Kolone comme député est invalidée par les tribunaux, et il perd donc également le poste de premier ministre. L'opposition a lors une majorité de sièges, et Tufuga Efi redevient premier ministre. Il est démis à son tour lorsqu'une élection partielle en décembre permet au PPDH de retrouver la majorité, et à son nouveau dirigeant Tofilau Eti Alesana de prendre la tête du gouvernement.
| Parti | Parti                    | Dirigeant    | Sièges | Changement par rapport à 1979 |
| ----- | ------------------------ | ------------ | ------ | ----------------------------- |
|       | PPDH                     | Va'ai Kolone | 23     | +23                           |
|       | Candidats sans étiquette | n/a          | 24     | -23                           |